# Culture kharif
Les cultures kharif ou cultures de mousson sont des cultures semées et récoltées pendant la saison des pluies (mousson) dans l'Asie du Sud, qui dure entre avril et octobre en fonction de la zone. Les cultures kharif principales sont le mil et le riz.

## Saison kharif
Les cultures Kharif sont généralement semées avec le début des premières pluies en juillet, pendant la saison de la mousson du sud-ouest. Au Pakistan, la saison kharif commence le 16 avril et dure jusqu'au 15 octobre. En Inde, la saison kharif varie en fonction des cultures et de l'État, kharif démarre au plus tôt en Mai et se termine au plus tard en janvier, mais il est de manière populaire considéré comme commençant en juin et finissant en octobre Les cultures Kharif, contrastent avec les cultures rabi, cultivées pendant la saison sèche. Les deux mots sont parvenus dans le sous-continent Indien avec les Moghols et sont largement utilisés depuis. Kharif signifie "automne" en arabe. Depuis, cette période coïncide avec le début de l'automne/hiver dans le sous-continent Indien, il est appelé "période Kharif ".
Les cultures kharif sont généralement semées avec le début des premières pluies vers la fin mai dans le sud du Kerala au cours de l'avènement de la saison de mousson du sud-ouest. Comme les pluies de la mousson avancent vers le nord de l'Inde, les dates de semis varient en conséquence et atteignent juillet dans le nord de l'Inde.
Ces cultures dépendent de la quantité d'eau de pluie ainsi que son calendrier. Trop d'eau ou trop peu ou au mauvais moment peut ruiner les efforts de l'ensemble de l'année.

## Cultures kharif communes
- Riz (Rizière et riz d'eau profonde)
- millet
- maïs
- haricot mungo
- Haricot urd (haricot noir)
- guar
- pois
- arachides